# ماتي بارلوف
ماتي بارلوف (بالكرواتية: Mate Parlov)‏ مواليد 16 نوفمبر 1948 في كرواتيا، جمهورية يوغوسلافيا الاشتراكية الاتحادية - الوفاة 29 يوليو 2008 في بولا، كان ملاكم كرواتي سابق. كان أول نزال احترافي له بتاريخ 31 مايو 1975 حيث فاز فيه بالضربة القاضية. سبق أن شارك في دورة الألعاب الأولمبية الصيفية. يعتبر أعظم ملاكم كرواتي على الإطلاق وأفضل رياضي كرواتي خلال القرن العشرين.

## إحصائيات
خاض خلال مسيرته 29 نزالا، فاز في 24 وتعادل في 2 وخسر في 3. فاز بالضربة القاضية في 12 نزالا.

## روابط خارجية
- ماتي بارلوف على موقع بوكس ريك (الإنجليزية) (registration required)
- ماتي بارلوف على موقع أوليمبيديا (الإنجليزية)